# 57 Persei
57 Persei, som är stjärnans Flamsteed-beteckning, är en misstänkt trippelstjärna belägen i den mellersta delen av stjärnbilden, Perseus som också har Bayer-beteckningen m Persei. Den har en kombinerad skenbar magnitud på ca 6,08 och är mycket svagt synlig för blotta ögat där ljusföroreningar ej förekommer. Baserat på parallaxmätning inom Hipparcosuppdraget på ca 16,9 mas, beräknas den befinna sig på ett avstånd på ca 193 ljusår (ca 59 parsek) från solen. Den rör sig närmare solen med en heliocentrisk radialhastighet av ca -23 km/s och kommer att uppnå perihelion med ett avstånd av 22 ljusår om ca 2,6 miljoner år.

## Egenskaper
Primärstjärnan 57 Persei A är en gul till vit stjärna i huvudserien av spektralklass F0 V, som genererar energi genom termonukleär fusion av väte i dess kärna.. Den har en massa som är ca 1,3 solmassor, en radie som är ca 2 solradier och utsänder ca 8 gånger mera energi än solen från dess fotosfär vid en effektiv temperatur på ca 6 600 K.
En osynlig följeslagare har identifierats genom små förändringar i primärstjärnans rörelse. Den tredje stjärnan, 57 Persei B, är en stjärna av spektraltyp F med magnitud 6,87 och en vinkelseparation på 120,13 bågsekunder. Denna stjärna har en annan parallax och rymdhastighet än primärstjärnan, varför den endast kan vara en avlägsen visuell följeslagare med ett beräknat avstånd av 236 ljusår från solen. Det finns tre andra närliggande stjärnor i närheten som inte är förbundna med 57 Persei.